# Avonia prominens
Avonia prominens är en tvåhjärtbladig växtart som först beskrevs av Graham Williamson, och fick sitt nu gällande namn av G. Williamson. Avonia prominens ingår i släktet Avonia och familjen Anacampserotaceae. Inga underarter finns listade i Catalogue of Life.